# جاستین ماسک
جاستین ماسک (انگلیسی: Justine Musk؛ زادهٔ ۲ سپتامبر ۱۹۷۲) با نام اصلی جنیفر جاستین ویلسون نویسنده اهل کانادا است. او اولین همسر  ایلان ماسک بود.